# 貝爾豪斯鎮區 (阿肯色州德魯縣)
貝爾豪斯鎮區（英語：Bearhouse Township）是位於美國阿肯色州德魯縣的一個行政鎮區。

## 地方資料
貝爾豪斯鎮區的面積為153.22平方千米，當中陸地面積為153.21平方千米，而水域面積為0.01平方千米。根據2010年美國人口普查的數據，當地共有人口38人，而人口密度為每平方千米0.25人。